# Michael Pettersson
Michael Pettersson (* 2. Juni 1976 in Göteborg) ist ein ehemaliger schwedischer Handballspieler, der zumeist als rechter Rückraumspieler eingesetzt wurde.

## Karriere
Der 1,91 m große Linkshänder spielte für IK Sävehof und in der Saison 2002/03 für den Bundesligisten TV Großwallstadt. In der schwedischen Nationalmannschaft debütierte Michael Pettersson 1997. Bei der Weltmeisterschaft 2001 unterlag er mit seiner Mannschaft im Finale der französischen Mannschaft und wurde Vize-Weltmeister. Bis 2001 bestritt er 16 Länderspiele, in denen er 26 Tore erzielte.